# British Hovercraft Corporation

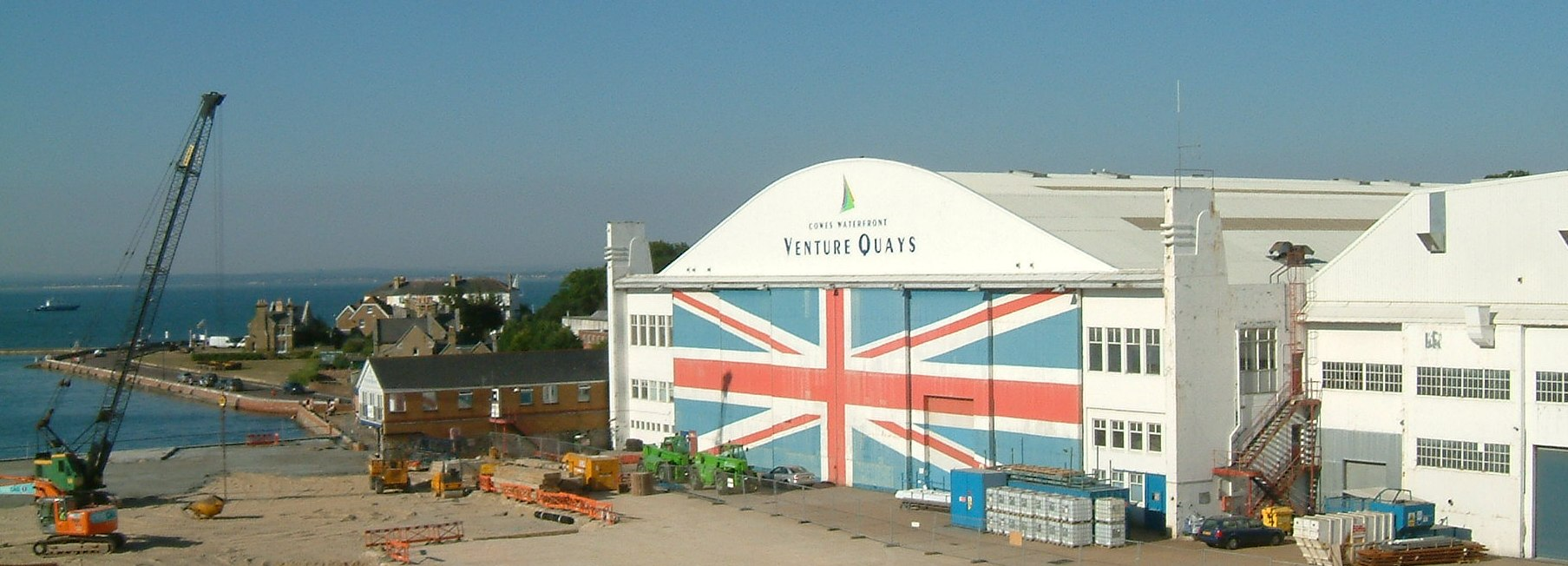
Hangar BHC à East Cowes.

La British Hovercraft Corporation était une société morale créée lors de la fusion de Saunders-Roe, division de Westland Aircraft et Vickers Supermarine en mars 1966, avec la volonté de créer des aéroglisseurs commercialement viables — (les participations étaient de 65% pour Westland Aircraft , 25% pour Vickers, 10% pour la National Research Development Corporation (Société nationale de recherche et de développement ou NRDC).
Aucune des conceptions Vickers n'a été retenu, la production actuelle des conceptions de Saunders-Roe a  continué (SR.N5 classe Warden et SR.N6 classe Winchester) et l'aéroglisseur conçu par Saunders-Roe de classe Mountbatten (SR.N4), a été achevée et est entré au service par les traversées trans-Manche.
Seul un nouveau design a été réalisé (1969) par la British Hovercraft Corporation, le BH.7 (classe Wellington).
En 1970, Westland Aircraft a acquis les actions des autres parties.
En 1971, la British Hovercraft Corporation a acquis Cushioncraft, division de Britten-Norman.
En 1984, le nom de la société a été changé pour Westland Aerospace. La conception et fabrication des aéroglisseurs  avaient effectivement cessé et l'entreprise a été impliqué dans la fabrication de matériaux composites pour l'industrie aérospatiale.
La British Hovercraft Corporation a réalisé la représentation du plus grand drapeau Union Jack dans le monde en le peignant sur les portes de leur hangar sur le front de mer à East Cowes en 1977 pour célébrer le jubilé d'argent de la reine Élisabeth II.

## Productions
Conceptions héritées de la division Saunders-Roe de Westland Aircraft
- SR.N2
- SR.N3
- SR.N4
- SR.N5
- SR.N6

Autres
- British Hovercraft Corporation BH.7 (classe Wellington)
- British Hovercraft Corporation AP1-88
- Patrol Air Cushion Vehicle